# 천사와 씨름하는 야곱

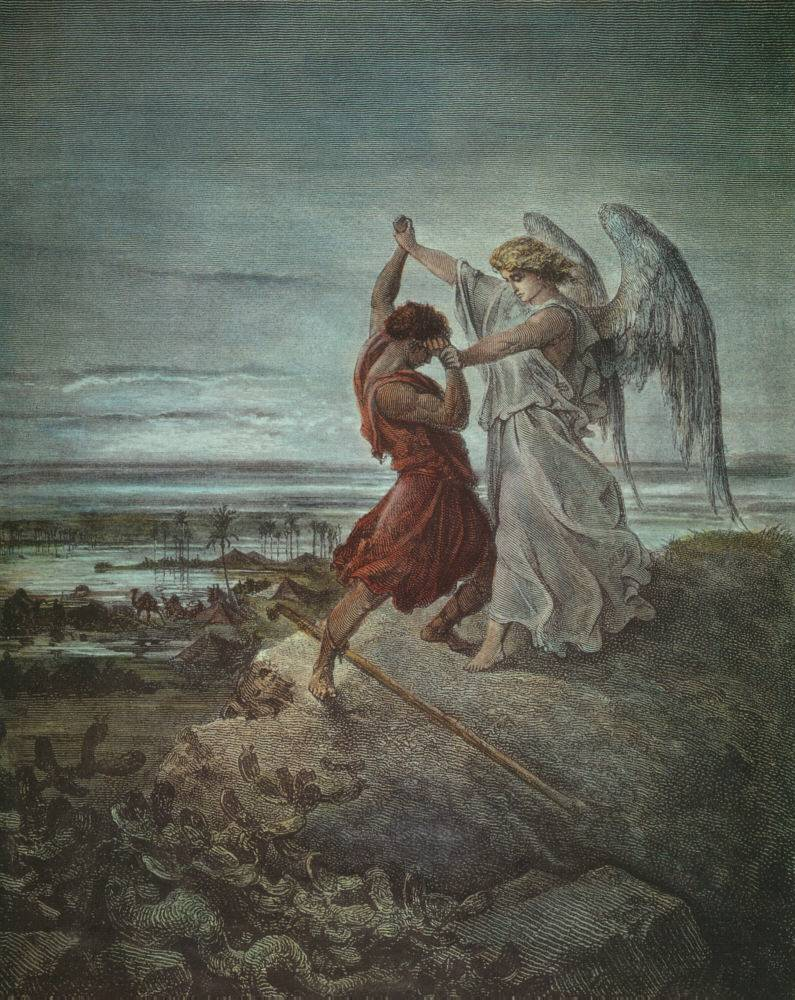

야곱이 천사와 씨름하는 장면은 창세기(32:22-32; 호세아서 12:3-5)에 묘사되어 있다. 문제의 "천사"는 창세기에서 "사람"(אִישׁ: Ish)과 "하나님"(אֵל: El)으로 언급되는 반면, 호세아는 "천사"(מַלְאָךְ: Malakh)를 언급한다. 이 기록에는 야곱의 이름을 이스라엘("하나님과 겨루다"라는 어원으로 추정됨)로 바꾸는 장면이 포함되어 있다.
창세기의 족장 이야기에서 야곱은 가나안으로 돌아가는 여정 중 강가에서 홀로 밤을 지냈다. 그는 새벽까지 그와 씨름하는 "사람"을 만난다. 결국 야곱은 이스라엘이라는 이름을 받고 축복을 받지만, "사람"은 자신의 이름을 밝히기를 거부한다. 야곱은 그들이 씨름한 장소를 브누엘(פְּנוּאֵל: "하나님의 얼굴" 또는 "하나님을 마주보며")이라고 불렀다.

## 같이 보기
- 야곱의 사다리
- 신현